# Мендес Аревало, Бруно
Бру́но Ме́ндес Арева́ло (исп. Bruno Méndez Arevalo; род. 20 декабря 2006, Санта-Крус-де-ла-Сьерра) — боливийский футболист, вингер клуба «Боливар».

## Клубная карьера
Мендес — воспитанник клуба «Боливар». 19 апреля 2024 года в матче против «Сан-Антонио Було» он дебютировал в боливийской Примеры.

## Международная карьера
В 2023 году Мендес в составе юношеской сборной Боливии принял участие в юношеском чемпионате Южной Америки в Эквадоре. На турнире он сыграл в матче против сборной Перу, Аргентины, Венесуэлы и Парагвая.